# Opalia aurifila
Opalia aurifila är en snäckart som först beskrevs av Dall 1889.  Opalia aurifila ingår i släktet Opalia och familjen vindeltrappsnäckor. Inga underarter finns listade i Catalogue of Life.